# 後古杯
後古杯（學名：Metaldetes），又名後束古杯、美托古杯，是一屬已滅絕的古杯動物，生存於寒武紀，分布範圍十分廣泛，化石分布於全世界。牠們是典型的古杯動物，外觀是一個有單層或雙層壁的錐形體，並有許多穿透的孔。中間腔和海綿一樣是空的。具有鈣質骨骼。後束古杯生活在溫暖淺海的礁石中，以濾食為生。

## 外部連結
- Metaldetes in the Paleobiology Database